# La Picota (montaña)

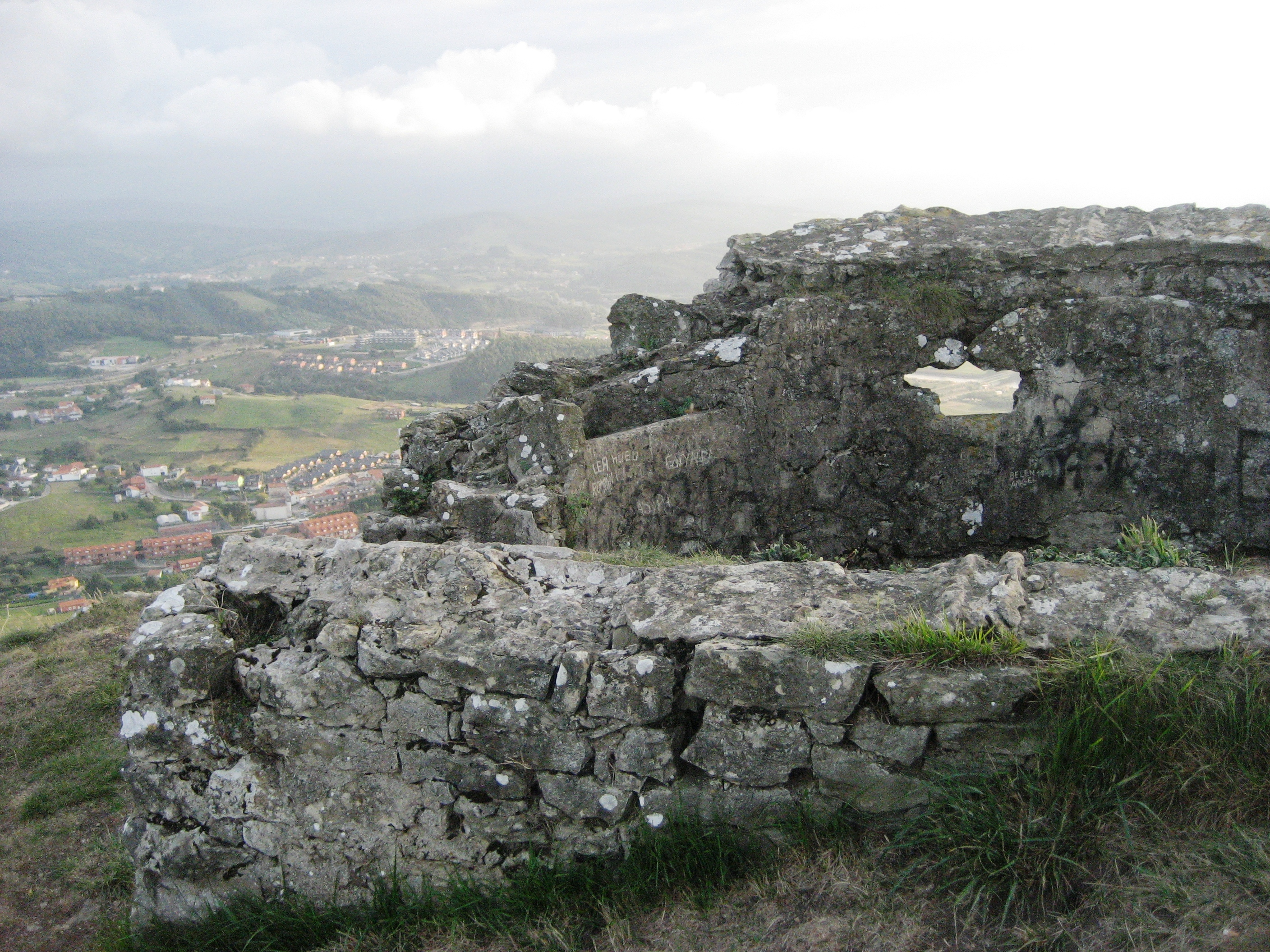
Restos de fortificaciones de la Guerra Civil.

La Picota, montaña bicéfala de 240 m s. n. m., es la mayor cumbre de la sierra de Liencres, cordal costero situado en el municipio de Piélagos, Cantabria, España. La cima de La Picota está situada en la localidad de Boo de Piélagos, abarcando sus faldas también las localidades de Mortera y Liencres, todas ellas en el municipio cántabro de Piélagos. Posee una prominencia de 186 m y una relevancia del 13,10%. Desde ella se dominan la ría de Mogro, estuario del río Pas, y el parque natural de las dunas de Liencres.
Sobre su cima existió una torre defensiva, el castillo de Liencres, desaparecido en el siglo XIX, además de varios búnkeres y nidos de ametralladoras de la Guerra Civil. De ambos tipos de construcciones permanecen sus restos.